# سيس لوك
سيس لوك (بالهولندية: Cees Lok)‏ هو لاعب كرة قدم ومدرب كرة قدم هولندي في مركز الدفاع، ولد في 18 أغسطس 1966 في Emmeloord ‏ في هولندا. لعب مع إن إي سي نيميخن.

## وصلات خارجية
- سيس لوك على موقع قاعدة بيانات كرة القدم.إي يو (الإنجليزية)
- سيس لوك على موقع عالم كرة القدم.نت (الإنجليزية)